# Curtara canora
Curtara canora är en insektsart som beskrevs av Delong 1983. Curtara canora ingår i släktet Curtara och familjen dvärgstritar. Inga underarter finns listade i Catalogue of Life.